# Доступ к публичной информации в Словении
Доступ к публичной информации и свобода информации являются реализацией права на доступ к информации и основой эффективной работы демократических институтов, которая повышает подотчётность правительств и государственных служащих, а также расширяет возможности участия людей в общественной жизни. Фундаментальная основа права на доступ публичной информации сводится к тому, что информация, которой располагают правительственные учреждения, является публичной по сути и может быть скрыта только в соответствии с определёнными положениями, описанными в законе.
В Словении доступ к публичной информации и свобода слова гарантируются статьёй 39 Конституции, за исключением отдельных случаев, оговорённых законом. С февраля 2004 года также в стране действует Закон о доступе к публичной информации в качестве основного закона, регулирующего процедуры запросов публичной информации.

## Законодательные положения

### Конституция Словении
Статья 39 Конституции Словении, помимо гарантии свободы мысли, слова, печати и публичных выступлений, гарантирует гражданам Словении право свободно собирать, получать и распространять информацию, а также право получать информацию публичного характера, составляющей основанный на законе правовой интерес. Исключениями являются случаи, установленные законом. Помимо всего прочего, статья 44 обеспечивает право гражданина принимать участие в общественной жизни как непосредственно, так и через избранных представителей; статья 45 наделяет его правом на обращения и иные петиции общего значения. 

### ZDIJZ
В феврале 2004 года Государственное собрание Словении приняло Закон о доступе к информации публичного характера (словен. Zakon o dostopu do informacij javnega značaja, сокращённо ZDIJZ), который является основным законодательным актом в этой сфере. Закон реализует положения не статей 39 и 44 словенской Конституции. Основное предназначение ZDIJZ заключается в обеспечении открытости и прозрачности работы официальных органов власти, гарантии возможностей физических и юридических лиц реализовывать свои права на доступ к публичной информации путём обращения к соответствующим органам власти. Этот закон стал одним из важных шагов в приведении законодательства Словении в соответствие законодательству Евросоюза.
Статья 4 данного Закона приводит определение публичной информации или «информации публичного характера» (словен. informacija javnega značaja). Это информация, которая происходит из сферы деятельности органа власти и может быть представлена в виде какого-либо документа, дела, реестра или иного материала. Подобный документ может быть составлен органом самостоятельно или в сотрудничестве с другим органом, а также получен от других лиц. Статья 6 гласит, что орган имеет право отказать заявителю в доступе к запрашиваемой информации из-за её конфиденциального характера. Примерами такой информации могут быть государственная тайна, коммерческая тайна, налоговая тайна, следственная тайна или любые персональные данные, раскрытие которых может трактоваться как нарушение законодательства о защите персональных данных.
Законодательно словенские власти обязаны предоставлять доступ к публичной информации как словенским гражданам, так и иностранцам (в том числе иностранным СМИ). С момента поступления запроса в соответствующий орган ответ на запрос должен быть дан в течение 20 рабочих дней; если же запрос требует дополнительных усилий (например, при обработке большого количества документов), то срок может быть расширен до 30 дней. Если ответ не будет дан в срок, то запрос считается отклонённым, и запрашивавшее информацию лицо может подать жалобу уполномоченному по информации Словении.

### Иные законодательные акты
В 2005 году в Словении был принят ещё один закон, регламентирующий подобную деятельности — Закон о коммуникациях и повторном использовании информации публичного сектора, который претерпел поправки в 2007 году. В этом законе изложены сведения об оплате услуги предоставления публичной информации. В том же 2005 году был принят Закон об уполномоченном по информации, в соответствии с которым учреждался автономный и независимый институт уполномоченного по информации, отвечавший за надзор за защитой персональных данных и доступом к публичной информации. Уполномоченного назначало Государственное собрание по предложению Президента. Именно уполномоченный определяет при рассмотрении некоторых запросов, является ли запрашиваемая информация публичной и содержит ли какие-либо сведения, к примеру, составляющие коммерческую тайну или относящиеся к промышленным правам собственности.
Иными законодательными актами, регламентирующими процедуру предоставления доступа к публичной информации, стали принятые в разные годы Закон о физических активах государства и местного правительства, Закон об охране окружающей среды, Закон об инспекции и Закон об общих административных процедурах. К примеру, в соответствии с Законом об охране окружающей среды примерами запрашиваемой информации могут быть информация о влиянии радиоаппаратуры на здоровье, сведения о качестве питьевой воды, законность размещения свалок, информация о выбросах биоэлектростанциями вредных веществ в атмосферу, угрозы окружающей среде и населению при строительстве очередной термальной электростанции и т.д., запрос о геологическом отчёте и т.д.

### Иные инициативы
В 2016 году Министерством общественного управления Словении был запущен словенский портал открытых данных OPSI, который был представлен как единое пространство для публикации данных, связанных с публичным сектором (включая правительственные документы и информацию Национального статистического управления). Публикуемые данные могут быть использованы учёными, журналистами и предпринимателями для проведения анализов разного характера. Для демонстрации прозрачности финансовых потоков, стремящихся из публичного в частный сектор, была запущена база данных Erar, содержащая сведения о бизнес-транзакциях, которые находятся в свободном доступе. С той же целью, но в сфере общественных закупок, было запущено приложение Statist, содержащее информацию о контрактах на закупки в общественном секторе, начиная с 2013 года. В 2016 году также был учрежден Регистр бенефициарных владельцев, а в январе 2020 года Министерством финансов было запущено приложение, представляющее пользователям информацию о государственном бюджете. Также в открытом доступе есть информация о зарплатах сотрудникам публичного сектора, позволяющая анализировать данные о зарплатах бюджетников.

## Реализация на практике
В 2013 году на конференции ASPA был представлен доклад об обеспечении в Словении доступа к публичной информации: подчёркивались преимущества законодательной базы Республики Словения. Принятый в 2004 году словенский закон высоко оценивается европейскими специалистами по государственному праву.
Согласно докладу 2015 года на конференции Avosetta, на конституционное право на доступ к публичной информации изначально обращали внимание не все граждане Словении, поскольку подобное право стало новинкой по сравнению с правами граждан СФРЮ. Однако в течение декады они осмыслили возможности этого права, которым в настоящее пользуются и обычные граждане, и журналисты, и представители разных некоммерческих организаций Словении.
28 сентября 2015 года, в рамках мероприятий по случаю Международного дня всеобщего доступа к информации, Комиссар по информации Мойцa Прелесник (словен. Mojca Prelesnik) заявила, что основной проблемой права на доступ к публичной информации в Словении является отсутствие полноценных возможностей у государственных учреждений хранить определённые данные, связанные с охраной окружающей среды, продовольственной безопасностью и защитой прав потребителей.